# 岡本勝 (国文学者)
岡本 勝（おかもと まさる、1938年6月5日 - 2007年3月11日）は、日本の国文学者。近世俳諧が専門。

## 来歴
三重県生まれ。名古屋大学大学院国文学博士課程中退。1989年に「近世俳壇史新攷」で文学博士。帝塚山短期大学助教授、愛知教育大学助教授、教授を経て、2002年に定年退官、名誉教授、中部大学教授。

## 著書
- 『大淀三千風研究』桜楓社 1971
- 『近世俳壇史新攷』桜楓社 1988
- 『子ども絵本の誕生』弘文堂 シリーズ・にっぽん草子 1988
- 『「奥の細道」物語』東京堂出版 1998
- 『近世三重の俳人たち』おうふう 2000
- 『俳文学の森で』北溟社 2002
- 『芭蕉』中日新聞社 2004
- 『俳文学こぼれ話』おうふう(製作) 2008
- 『近世文学論叢』おうふう 2009

### 共編
- 『近世文学研究事典』雲英末雄共編 桜楓社 1986
- 『江戸時代初期出版年表 天正19年～明暦4年』岡雅彦,市古夏生,大橋正叔,落合博志,雲英末雄,鈴木俊幸,堀川貴司,柳沢昌紀,和田恭幸共編 勉誠出版 2011

### 校訂
- 井原西鶴『万の文反古』編 桜楓社 1976
- 『初期上方子供絵本集』編著 角川書店 貴重古典籍叢刊 1982
- 井原西鶴作 北条団水原編『万の文反古 5巻』編 桜楓社 1983
- 『伊勢俳書集』編 古典文庫 1985